# Crufts

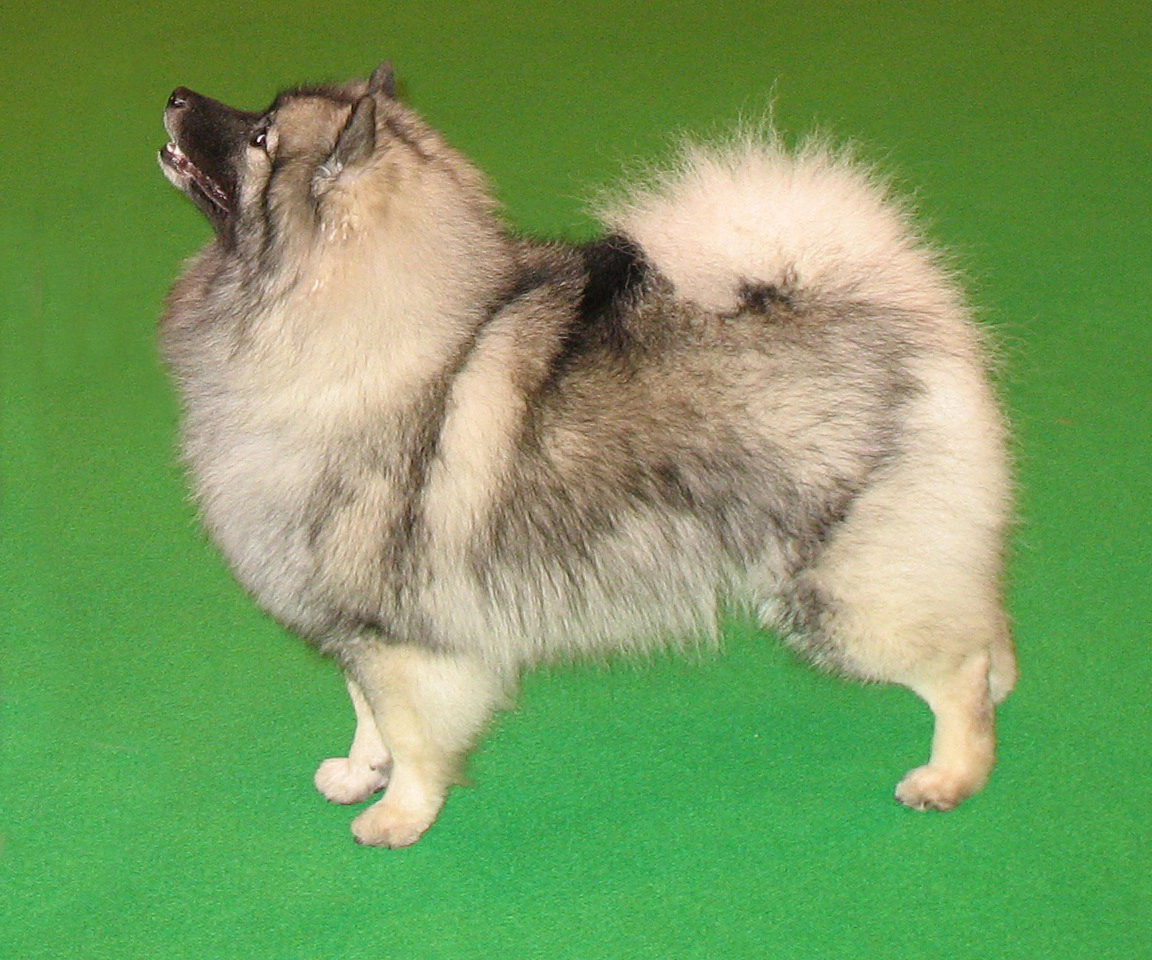
Un Spitz Loup lors de l'exposition canine Crufts en 2007.

Crufts est une exposition canine qui se déroule chaque année au mois de mars au National Exhibition Centre à Birmingham en Angleterre. C'est la plus grande au monde selon le Livre Guinness des records. Chaque année, elle réunit 27 000 chiens et 162 000 visiteurs. Célébration des chiens de tous les horizons, elle est soutenue par la plus grande compétition pour les chiens de race pour gagner le meilleur de Crufts. Plus de 20 millions de livre sterling sont dépensés pendant les 4 jours d'exposition. En outre, Crufts est regardé par une audience télévisée britannique de 8,8 millions et diffusé en direct dans le monde via une chaîne YouTube.
Créée en 1886 par Charles Cruft, l'exposition a été vendue au cours du XXe siècle au The Kennel Club. Le Best in show est considérée comme la récompense ultime pour un chien et son maître.